# The Fanatic
The Fanatic is een Amerikaanse psychologische thriller uit 2019 geregisseerd door Limp Bizkit-zanger Fred Durst met in de hoofdrol John Travolta. De film werd slecht ontvangen en behaalde zeer slechte recensies. De film verdiende maar 3.153 dollar terwijl het opende in 52 bioscopen. Hierdoor wordt de film als flop beschouwd.

## Plot
De autistische Moose (gespeeld door Travolta) wil een handtekening van zijn favoriete acteur Hunter Dunbarr. Op het moment dat hij eindelijk een kans heeft, wordt dat verhinderd doordat de ex van Dunbarr plotseling tussenbeide komt. Later krijgt hij het huisadres van zijn held in handen, en gaat hem daar stalken, waarop hem te kennen wordt gegeven dat hij weg moet wezen. Uiteindelijk weet hij toch Dunbarr's woning binnen te dringen nadat hij de huishoudster per ongeluk gedood heeft door haar in een stenen fontein te duwen.

## Prijzen
De film werd in 2020 genomineerd voor drie Razzies voor slechtste film, slechtste acteur (Travolta) en slechtste regisseur (Durst). Uiteindelijk won alleen Travolta de Razzie voor slechtste acteur. Ondanks alle negatieve reacties wist Travolta voor deze film ook een prijs voor beste acteur te winnen op het Internationaal filmfestival van Rome.